# Eduard von Paar
Eduard comte von Paar (né le 15 décembre 1837 à Vienne et mort le 1er février 1919 au même lieu) est un officier austro-hongrois surtout connu pour avoir été, de 1866 à 1916, aide de camp de l'empereur d'Autriche François-Joseph Ier.

## Biographie
Eduard von Paar est issu de la famille d'origine italienne Paar, qui s'était illustrée comme les maîtres de poste des Habsbourg et qui avait acquis une propriété en Bohême et en Styrie. Comme son jeune frère, qui devient plus tard le général Alois von Paar, Eduard entreprend une carrière militaire dès son plus jeune âge. Il est diplômé de l'académie militaire thérésienne en 1857, puis rejoint le Ier régiment des Uhlan, en qualité de lieutenant. Il a continué à servir dans la cavalerie. En avril 1866, il est devenu l'officier d'ordonnance de François-Joseph Ier À partir du 18 août 1866, il est promu aide de camp de l'empereur. Pendant ce temps, il était régulièrement inscrit comme Rittmeister dans le 9e régiment de cuirassiers. Ce n'est qu'en 1869 qu'il revient en tant que lieutenant-colonel à un commandement de troupes au sein du 4e régiment de dragons. Cinq ans plus tard, il devient colonel et a reprend son régiment en tant que commandant. En 1879, il commande la 4e brigade de cavalerie avec le grade de major général.
En 1884, il reçoit une promotion au rang de Feldmarschall-Leutnant et revient dans l'entourage de l'empereur. En 1887, Paar est nommé adjudant général de l'empereur. En tant que l'un des conseillers les plus proches de l'empereur, Paar a exercé la plus grande influence sur ses opinions et décisions militaires, à la fois sur le plan organisationnel, personnel et politique. Paar est promu général de cavalerie en novembre 1891 et atteint le sommet de sa carrière avec sa nomination au poste de colonel général le 27 février 1916.
Après la mort de l'empereur en novembre 1916, Paar a d'abord été mis à la disposition de l'empereur Charles Ier en janvier 1917 avant de prendre sa retraite en 1918.
Lors de sa messe de funérailles, qui a eu lieu le 4 février 1919 au palais Paar sur Wollzeile à Vienne, de nombreux aristocrates et officiers connus lui rendent hommage. Il est inhumé à Bechin en Bohême du Sud, au château appartenant à la famille Paar.